# イスラエル国防軍
イスラエル国防軍（イスラエルこくぼうぐん、ヘブライ語: צבא ההגנה לישראל（ ツヴァ・ハ＝ハガナ・レイスラエル）、英語: Israel Defense Forces (IDF)（イスラエル・ディフェンス・フォーセス、アイディーエフ））は、イスラエルの保有する軍隊である。陸軍（イスラエル陸軍指揮本部）、海軍（イスラエル海軍）、空軍（イスラエル航空宇宙軍）の3軍と各軍管区により構成される。3軍と軍管区の司令官は少将が充てられる。
イスラエル国内では一般的に頭文字をとって「ツァハル」（צה"ל）と呼ばれる。英語表記の頭文字をとって「IDF」と表記されることも多い。

## 概要
1948年に設立されたIDFは、中東戦争など5度にわたる大規模な戦争と、秘密作戦を含む多数の特殊作戦や航空爆撃任務を経験している。ガザ地区やレバノンなどとの国境地帯や占領地、国内でも対テロリズム・対反乱作戦で恒常的な警戒態勢にあり、世界で最も実戦慣れした練度の高い軍隊の一つだと評価されている。2024年時点では16万人9,500人の人員を有している。このうち陸軍は12万6,000人、海軍は9,500人、空軍は3万4,000人で構成されている。この他に46万5,000人の予備役がおり、総動員時の兵力は63万4,500人に達する。士官は一般兵の中から優秀な者を選抜して士官学校で育成する方式が採られている。

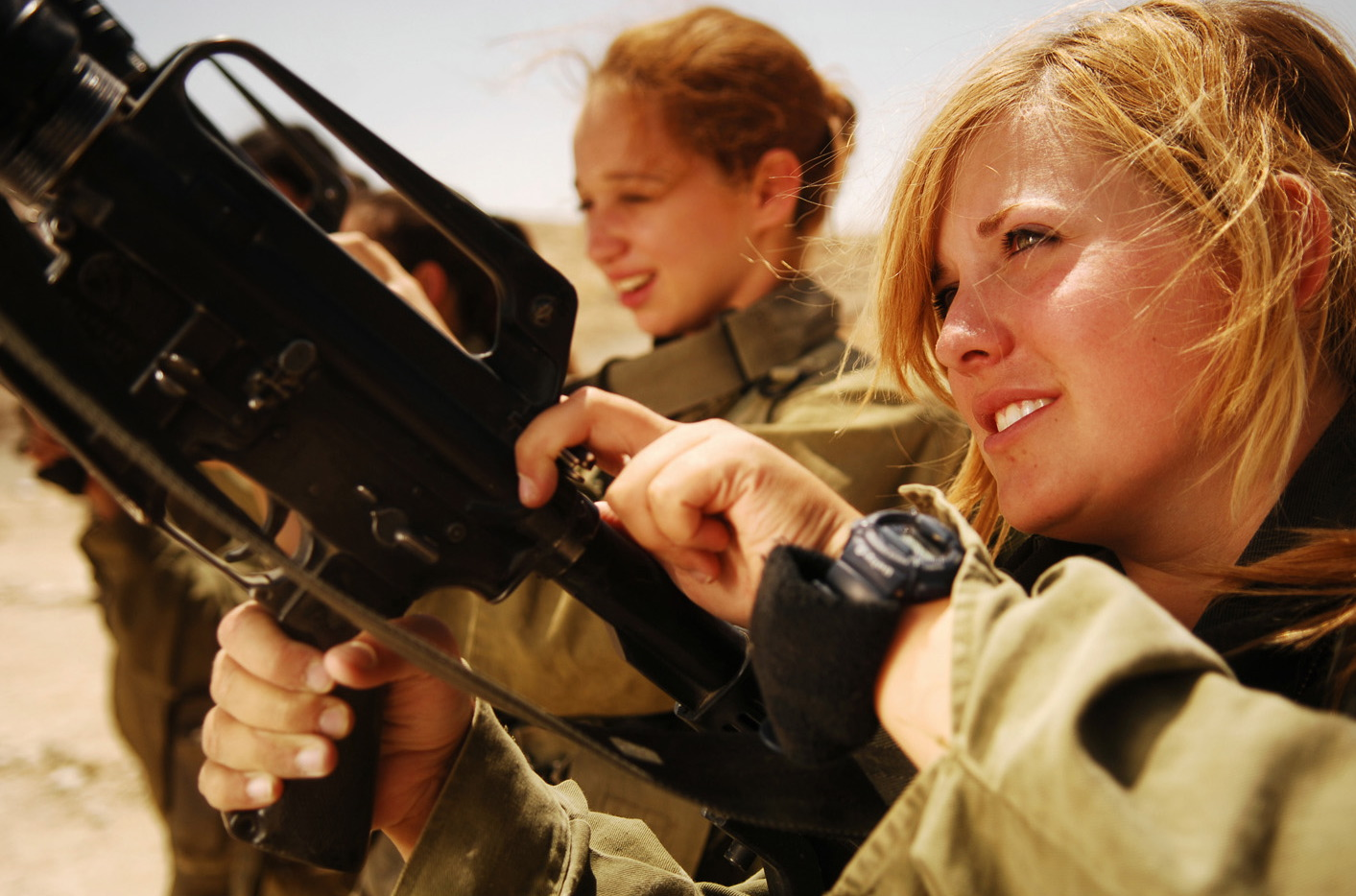
イスラエルでは女性にも兵役義務があり、教官であることが多い。

イスラエルでは女性にも兵役義務があることなどから"全国民に兵役義務がある"と誤解されている例もあるが、実際には兵役義務を負うのはイスラエル在住のユダヤ人（ユダヤ教徒）と、イスラム教ドゥルーズ派の教徒、ベドウィン、チェルケス人である。ユダヤ教超正統派は建国以来徴兵を免除されてきたが、1998年の最高裁判断をきっかけに見直しが行われ、紆余曲折を経て2024年7月下旬には超正統派に対する召集令状発行に向けた手続きが開始された。キリスト教徒やその他のムスリムなどは兵役義務を有しない（志願することは可能。また、キリスト教徒への徴兵義務化の動きもある）。また、ユダヤ教徒やドゥルーズ派教徒であれば、イスラエルの国籍を有していなくても、イスラエルに在住しているだけで兵役義務が発生する事も特徴的である。
自らの信条（平和主義など）に基づいて兵役を拒否する権利（良心的兵役拒否）はイスラエルの法律で認められているが、実際に審査によって許可される例は少ないとされる。良心的兵役拒否が認められずに兵役を拒否した場合、1〜4週間程度の禁固刑となる例が一般的であるとされる。
イスラエルでは、就職において軍歴が条件とされることが多く、就職以外でも、軍歴が要求される機会は少なくない。よって、兵役拒否、あるいは非ユダヤ人住民の兵役不選択は、イスラエルにおいては将来が極度に不利になる。このため、兵役を免除されている非ユダヤ人住民であっても、志願兵として従軍する例は少なくない。軍内の選抜システムの中で、欧州出身のアシュケナジ系が自然と軍高官に昇進し、ミズラヒ系はブルーカラーの職務に止まる。兵役義務の後、職業軍人として軍に残った場合、40代で定年を迎え、その後は高額な年金が受け取れる。教員や公務員の年金が日本円で40万円弱だとすると、軍幹部経験者であれば日本円で80万円を受給できる。
国によっては二重国籍者の軍務を認めないこともあるが、イスラエルでは問題とされず、ギヴァティ旅団にイスラエルと日本の国籍を有する女性が配属されていた例もある。
兵役を終え除隊する日には、兵役を終えたことを証明する書類を受け取る他、IDカードにハサミを入れる行事が恒例となっている。
また、イスラエル国防軍は、占領地の行政組織としても機能している。第一次中東戦争直後から1966年まで、非ユダヤ人住民はイスラエル国防軍の占領統治下にあった。1967年の第三次中東戦争後の占領地においても、同様に非ユダヤ人住民はイスラエル国防軍の占領統治下にある。1981年、名目上は民政移管して、行政組織としてイスラエル民政局が設立されたが、民政局長の人事権はIDFにあり、依然としてIDFが実権を握っている。
イスラエル国防軍の布告する軍律（イスラエル国防軍軍律）は、ハーグ陸戦条約第43条を法的根拠と主張し、旧法（オスマン帝国法・イギリス法・ヨルダン法）に上書きする形を取っている。占領地であっても基本的にイスラエル人住民（ユダヤ人入植者など）は拘束されない。入植者などは「ユダヤ・サマリア入植地規制法」などを個人に適用することで、イスラエル本国の法制度を適用させる仕組みになっている。これらのイスラエル人住民への適用法令は「特別安全保障法」「飛び地法」と総称される（ヨルダン川西岸地区入植地におけるイスラエル法も参照）。
1949年8月12日のジュネーヴ第四条約については、第三次中東戦争の占領直後（1967年6月7日）に出された宣言3号35条で適用を布告した。しかし10月22日布告の命令144号で、占領地の被占領民に対して、35条を全く違う条文（軍事法廷の実刑判決の権限および被告人の未決勾留日数の算入規定）に置き換えることを布告し、事実上ジュネーヴ第四条約の適用義務を削除した。
2024年5月29日の命令2195号で、民政局副局長の設置と、副局長への大規模な権限移譲を布告した。この命令はベザレル・スモトリッチ財務相兼国防省付大臣の意向を反映したもので、民間人の副局長を通して、ユダヤ人入植者による民政移管・実質的な併合を進めつつ、国際的には「一時的な占領」に見せかけるために表面上は軍政を続ける狙いがあるという。

## 歴史
イスラエル国防軍は第一次中東戦争の最中、1948年5月26日に設立された。独立前からユダヤ人コミュニティの防衛を担っていた自主防衛組織ハガナー、特にその常備部隊パルマッハが基盤となった。さらに、第二次世界大戦を英国指揮下で戦ったユダヤ旅団の出身者の多くも参加している。地下組織エツェルおよびレヒは国防軍との協力を約束したが、自身の独立性は1948年の第一次中東戦争終結まで保持していた。戦後にこれらの地下組織の構成員は国防軍に参加している。1949年から1956年にかけてイスラエル国防軍はアラブ諸国との戦争を通して、近代化と効率化を押し進めた。
その後の十年間は少数精鋭主義の職業軍化を目指すとともに、核兵器開発にも力を入れた。第四次（1973年）後の1978年、西方の大きな脅威であったエジプトとは和平を実現したが、以後もレバノン侵攻 (2006年)など大小の戦争・紛争を経験している。

## 構成

### 参謀本部

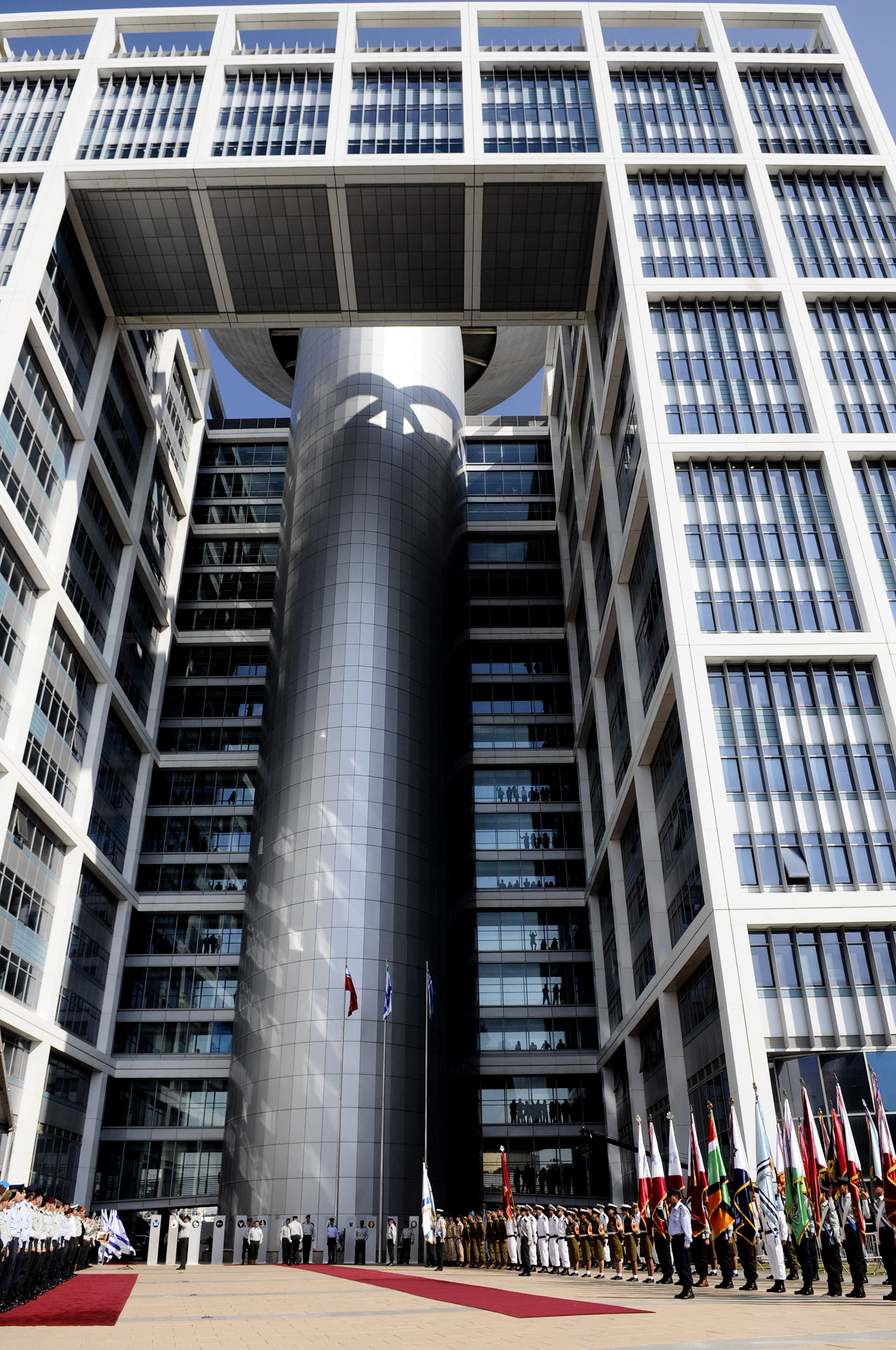
参謀総長を退任する ガビ・アシュケナージ陸軍中将に栄誉礼を実施する国防軍儀じょう隊

イスラエル国防軍は、参謀本部(המטה הכללי של צה"ל(Israeli General Staff、General Headquarters))の指揮下に置かれている。参謀本部は通称Matkal(マトカル)と呼ばれ、テルアビブのラビンキャンプに所在するキリヤ合同庁舎(Kirya compound)に置かれている。
参謀本部は、中将をもって充てられる参謀総長(Chief of the General Staff)と少将をもって充てられる参謀次長(Deputy Chief of the General Staff)を筆頭に、陸軍、航空宇宙軍、海軍の各司令官(いずれも少将)、方面軍の各司令官(いずれも少将)、参謀本部各局長(いずれも少将)、その他の軍高官(少将または准将)、文官で構成されている。

### 方面軍
- 北部軍
- 中央軍
- 南部軍
- 民間防衛軍

### 三軍
- イスラエル陸軍
- イスラエル海軍
- イスラエル航空宇宙軍

### 準軍事組織
- 国境警察隊
- 沿岸警備隊

## 装備および軍事技術
イスラエル国防軍は世界でも有数の戦争遂行能力を保持していると評価されている。装備品にはM4カービン銃、F-15戦闘機、F-16戦闘機、F-35戦闘機、AH-64攻撃ヘリコプターなどアメリカ合衆国から供与、購入した製品が多く使用される。またイスラエルはアメリカ合衆国から毎年38億ドル相当の軍事援助を受けており、その多くはアメリカ製の軍事装備を購入することに費やされる。兵器の実戦モニターとしても知られており、F-15やF-16、F-35など同軍で初めて実戦使用され、改良に生かされた物も多い。
これらとは別にイスラエル独自に開発および製造した兵器も多く存在する。初国産にもかかわらず独特の設計コンセプトで優秀さを示した主力戦車メルカバシリーズが有名である他、クフィル戦闘機、ガリル アサルトライフル、UZI サブマシンガンなどは輸出の上でも成功をおさめた。またタングステン合金　単体弾頭のAPFSDS戦車砲弾やOWS (Overhead Weapon Station) など、世界に先駆けて実用化された軍事技術も多い。
また、人口の少ないイスラエルでは、人的資源の損耗を防ぐために無人兵器を積極的に研究している。 1970年代から本格的な無人航空機（UAV）の製造を開始し、UAVを主体とする無人システムの開発、生産および運用面で世界をリードしている。2017年現在、米国に次ぐ世界第2位の製造国であり、世界最大の輸出国でもある。

### 兵器開発
イスラエル軍が持つ兵器の中で有名なものは、小火器、戦車および装甲兵員輸送車（APC）、戦闘機などである。その他にはアメリカとの共同や資金協力で開発した対弾道ミサイル・地対地ロケット弾防衛ミサイル（アローやアイアンドーム）、偵察衛星なども保有している。核兵器をはじめとする大量破壊兵器の開発および保有が報道されているが、政府が公式にこれを認めたことはない（#核兵器の保有について参照）。

### 軍用車輌
イスラエル国防軍の機甲師団の歴史は、各国から中古やスクラップで入手、さらには盗み出したM4シャーマン戦車の再生・改良に始まっており（スーパーシャーマン参照）、そうした経緯からか、同軍の軍用車輌の改良や使い回しの上手さはよく知られている。海外から導入した車輌にも、イスラエル周辺地域での戦闘に特化した独自の改良や装備を施す。既に二線級となった戦車のアップグレード、退役した戦車のAPCや支援車輌への転用、アラブ側から鹵獲した車輌の改良・転用（旧ソ連製戦車を自国軍に編入したチランなど）といった多くの成功例がある。また限られた戦力を有効活用するため、メンテナンスや点検を頻繁に行い稼働率を上げる努力が払われており、戦車の長距離移動時には自走を避け、トランスポーターや乗員輸送バスなどが活用されている。
同軍は「敵戦車の射程外からの遠距離射撃による撃破」を主な戦術として採用している。以前はそれを反映して戦車砲の威力や射撃能力の向上に対して装甲防御力を軽視する傾向が見られたが、第四次中東戦争にてエジプト軍、シリア軍の対戦車ミサイルやRPG-7により甚大な被害を受けて以降は一転して装甲防御力の強化が図られた。乗員の生存性を第一に考えた独自の設計で知られる国産戦車メルカバや、爆発反応装甲（ERA）や中空装甲（スペースドアーマー）、近接防御兵装やアクティブ防護システム（APS）などの開発・導入が積極的に進められている。
車体は原則として「シナイグレイ」と呼ばれる単色塗装で、当初はやや黄土色かかったグレーだったが、1970年頃からはオリーブドラブに近い色に切り替えられている。全ての車体には固有の車輌番号が記されており、近年は番号をプレスしたプレートにする事で、撃破炎上した車輌でも確認可能な様に配慮されている。

### 核兵器の保有について
国際的にはイスラエルが核兵器を保有していることは確実視されている。核兵器保有は建国直後から計画され、1960年代からフランスの協力を得て開発が始まり、最初の実戦配備は第三次中東戦争中に当時の首相レヴィ・エシュコルの命令により行われたとされている。1973年の第四次中東戦争においては、開戦当初の劣勢を懸念して13個の20キロトン級核爆弾が配備されたとされるが、この当時は投射手段が無く、核地雷として自国領土内で侵攻側機甲部隊を目標に使用される予定であったという。
イスラエルは核拡散防止条約（NPT）への加盟を拒否し続けているが、周囲のアラブ諸国全てが加盟しているNPT体制の崩壊は望んでいない。人口が圧倒的に少ないイスラエルにとって、核兵器はアラブ陣営との全面対決においては切り札となるが、その一方で保有を認めた場合にはアラブ諸国の核兵器開発、あるいはNPT脱退の理由となってしまう。そのために曖昧戦略と呼ばれる「保有を認めも否定もしない」方針を採っている。
イスラエル国防軍が保有する核兵器の種類およびその数については複数の説が存在する。全米科学者連盟（FAS）では100から200個の核弾頭が存在すると推定し、航空機（A-4スカイホーク、F-4ファントムII）および弾道ミサイル（ランス、ジェリコー・ミサイル）によって運用されるとしている。ジェリコーIIミサイルは1,500から4,000 kmの射程を有しており、ロシアの一部、イラン、リビアを射程におさめている。
更にイスラエル海軍の保有する3隻のドルフィン級潜水艦が、魚雷発射管から発射される方式の核装備巡航ミサイルを搭載しているとの憶測が飛び交った。このミサイルは1,500kmの射程を持つとされ、2000年5月にスリランカ沖で発射テストが行われたと言われている。これは同潜水艦が異常に大口径の魚雷発射管（既知の西側諸国のいかなる魚雷よりも大きい）を持つ事から生じた憶測であると思われるが、一部の軍事アナリストは潜水艦のロジックからしてそうした運用は不可能であると否定しており、前述の発射テストの具体的な証拠も示されていない。
前述の通り、イスラエル政府は公式に核兵器保有を認めたことは無い。しかし1986年、同国の元核技術者モルデハイ・ヴァヌヌにより、イスラエルの核開発計画の詳細が英国にて公にされた。ヴァヌヌはその後イスラエル諜報特務庁（モサド）に拘束され、イスラエルで反逆罪の有罪判決を受け服役、2004年に釈放された後イスラエルで監視下に置かれながら生活している。この暴露事件自体、非公式な形で核保有を公にして周辺アラブ諸国に対する核抑止力を発揮させる目的で、イスラエル当局が仕組んだ物であるとする意見もある。
2007年には、首相エフード・オルメルトがドイツのテレビ局とのインタビューにおいて核保有を一度認めたととれる発言をし、直後に撤回する珍事が起きている。また2008年5月、在任中にキャンプデービッド合意締結など同国とエジプトとの和平に尽力した元米大統領ジミー・カーターが、イギリスでの記者会見でイスラエルの150発以上の核保有を認める発言を行ったと報じられている。核兵器廃絶路線に舵を切った米国のバラク・オバマ政権は国務省のローズ・ゴットミューラー次官補を通して2009年5月にイスラエルへ核拡散防止条約加盟を呼びかけたが、この提案を拒否した。これは在職中の米国高官が公にイスラエルの核保有に言及した初めての例である。
2023年には、2023年パレスチナ・イスラエル戦争に際してアミハイ・エリヤフエルサレム問題・遺産大臣が、ガザ地区に対する核攻撃をハマース掃討作戦の「一つの選択肢」として容認する発言を行うという事件があった。この発言についてベンヤミン・ネタニヤフ首相は「現実離れしている」としてエリヤフの政府会合への出席を禁ずる処分を下したほか、イスラエル国内でもエリヤフの解任を求める声が上がっている。

## 階級
| 種別                            | 階級名 | 階級章                           | 階級章                           | 階級章                           | 階級章       |
| 種別                            | 階級名 | 陸軍                             | 航空宇宙軍                       | 海軍                             | 海軍(礼服用) |
| ------------------------------- | --- | -------------------------------- | -------------------------------- | -------------------------------- | ------------ |
| קציני מטה 将官                  | (רב-אלוף (רא״ל Rav aluf(Ra'al) (参謀総長) (中将(NATO OF-8)に相当) |                                  |                                  |                                  |              |
| קציני מטה 将官                  | אלוף Aluf (各軍司令官(陸軍、航空宇宙軍、海軍)、方面軍司令官 (少将(NATO OF-7)に相当) |                                  |                                  |                                  |              |
| קציני מטה 将官                  | (תת-אלוף (תא״ל Tat aluf (Ta'al) (兵科司令官、師団長) (准将(NATO OF-6)に相当) |                                  |                                  |                                  |              |
| קצינים בכירים 佐官              | (אלוף משנה (אל״ם Aluf mishne (Alam) (師団幕僚(参謀)、旅団長) (大佐(NATO OF-5)に相当) |                                  |                                  |                                  |              |
| קצינים בכירים 佐官              | (סגן-אלוף (סא״ל Sgan aluf (Sa'al) (旅団幕僚(参謀)、大隊長) (中佐(NATO OF-4)に相当) |                                  |                                  |                                  |              |
| קצינים בכירים 佐官              | (רב סרן (רס״ן Rav seren(Rasan) (大隊幕僚(参謀)) (少佐(NATO OF-3)に相当) |                                  |                                  |                                  |              |
| קצינים זוטרים 尉官              | סרן Seren (中隊長) (大尉(NATO OF-2)に相当) |                                  |                                  |                                  |              |
| קצינים זוטרים 尉官              | סגן Segen (中隊幕僚(参謀)、小隊長) (中尉(NATO OF-1)に相当) |                                  |                                  |                                  |              |
| קצינים זוטרים 尉官              | (סגן-משנה (סג״ם Segen mishne(Sagam) (小隊長) (少尉(NATO OF-1)に相当) |                                  |                                  |                                  |              |
| קצינים אקדמאים 専門士官(予備役) | (קצין אקדמאי בכיר (קא״ב Katzín akademai bakhír(Ka'ab) (一級専門士官(予備役) – 名誉大尉(brevet captain)に相当) (衛生士官、歯科衛生士官、獣医士官、法務士官、宗教士官) (上級専門士官)        |                                  |                                  |                                  | (階級章なし) |
| קצינים אקדמאים 専門士官(予備役) | (קצין מקצועי אקדמאי (קמ״א Katzín miktsoí akademai(Kama) (二級専門士官(予備役) – 名誉中尉(brevet first lieutenant)に相当) (衛生士官、歯科衛生士官、獣医士官、法務士官、宗教士官) (専門士官) |                                  |                                  |                                  | (階級章なし) |
| נגדים 下士官                    | (רב-נגד (רנ״ג Rav nagad(Ranag) (准尉(NATO OR-9)に相当、准士官) |                                  |                                  |                                  |              |
| נגדים 下士官                    | (רב-סמל בכיר (רס״ב Rav samal bakhír(Rasab) (最上級曹長(NATO OR-8)に相当、旅団・連隊最先任下士官)                                                                                           |                                  |                                  |                                  |              |
| נגדים 下士官                    | (רב-סמל מתקדם (רס״ם Rav samal mitkadem(Rasam) (上級曹長(NATO OR-8)に相当、大隊先任下士官)                                                                                                  |                                  |                                  |                                  |              |
| נגדים 下士官                    | (רב-סמל ראשון (רס״ר Rav samal rishon(Rasar) (曹長(NATO OR-8)に相当、中隊先任下士官) |                                  |                                  |                                  |              |
| נגדים 下士官                    | (רב-סמל (רס״ל Rav samal(Rasal) (一等軍曹(NATO OR-7)に相当、小隊軍曹(小隊先任下士官)) |                                  |                                  |                                  |              |
| חוגרים 兵                       | (סמל ראשון (סמ״ר Samal rishon(Samar) (二等軍曹(NATO OR-6)に相当、分隊長) | Regular Rank Special Combat Rank | Regular Rank Special Combat Rank | Regular Rank                     | (階級章なし) |
| חוגרים 兵                       | סמל Samal (三等軍曹(NATO OR-5)に相当、班長) (it translates as "sergeant".) | Regular Rank Special Combat Rank | Regular Rank Special Combat Rank | Regular Rank Special Combat Rank | (階級章なし) |
| חוגרים 兵                       | (רב טוראי (רב״ט Rav turai(Rabat) (伍長(NATO OR-4)に相当、班長) | Regular Rank Special Combat Rank | Regular Rank Special Combat Rank | Regular Rank Special Combat Rank | (階級章なし) |
| חוגרים 兵                       | טוראי Turai (兵(NATO OR-1)に相当) | (階級章なし)                     | (階級章なし)                     | (階級章なし)                     | (階級章なし) |

## 戦歴
- 中東戦争
  - 第一次中東戦争
  - 第二次中東戦争
  - 第三次中東戦争
  - 消耗戦争
  - 第四次中東戦争
- レバノン内戦
- レバノン侵攻 (2006年)
- ガザ侵攻 (2006年)
- ガザ紛争 (2008年-2009年)
- ガザ侵攻 (2014年)
- パレスチナ・イスラエル戦争（2023年-）

## 宗教との関わり
イスラエル国防軍は建軍当初から、宗教との分離を誇ってきた。しかし、英国放送協会（BBC）の取材リポートによると、ここ近年はユダヤ教の聖職者であるラビが、兵士たちに影響を与えているとイスラエル国内外で懸念されている。イスラエル国防軍の従軍ラビは、国防軍の新規則により、軍部隊の指揮官と連携して兵の士気を高める行為も担っている。従軍ラビは、軍の士官学校において軍事教練の他、ユダヤ人国家の兵士の精神を守ることを教えられ、いざとなれば一般の兵士と共に戦闘に参加する。これについて、聖職者であるラビと軍隊を一緒にすることに批判もある。
2008年末から始まったガザ戦争では、「この戦いは神のための戦いである」と書かれた冊子や旧約聖書が配られたと、ガザ戦争に従軍した退役将校ガル・エイナブが証言している。エイナブによれば、戦闘前には民間のラビと従軍ラビが同行し、まるで自分が十字軍の一員になったかのようで違和感を覚えたという。ガザ戦争では、従軍ラビは、数多くの宗教的な冊子を配った。冊子には「イスラエルは光の子供、パレスチナ人は暗黒の子供」などと記され、パレスチナ人をペリシテ人になぞらえるものもあった（もっとも、パレスチナの語源自体がペリシテ人を意味する）。
イスラエル軍は、冊子と軍のスタンスは関係は無く、従軍ラビも任務にのみ専念しているとしている。しかし、冊子には軍のスタンプが押され、退役兵士のNPO団体「沈黙を破って」によれば、ガザ戦争中、従軍ラビは兵士に対して「残酷になれ。残酷になることは必ずしも悪いことではない」と説く者もいれば、今度の戦争の敵は、パレスチナ人だけではなく、イラン人やイスラエル国内に住むアラブ人も敵だと教える従軍ラビもいたと主張している。
こうしたラビの教えに影響を受けたイスラエル兵が、任務地であるヨルダン川西岸地区においてパレスチナ住民に対する人権侵害を行ったり、ガザ戦争における過剰な武力行使に繋がったりしたとの見方もある。
イスラエル陸軍の元教育担当将校だったネヘミア・ダガンは、この事態を放置すれば、イスラエル国防軍が「神の軍隊」になってしまい、戦場にラビが行けば、その戦争はイスラーム過激派が掲げるジハードと同じになってしまうとしている。
また、ヨルダン川西岸やガザ地区を神から与えられた土地だと神学校で教えられているユダヤ教正統派の兵士たちが、もし政府が西岸入植地からの撤退を決断した際にその命令に従うのかという問題もある。
ガザ戦争でのイスラエル兵の士気向上に積極的な役割を果たしたのは当時従軍ラビ総長であったアビハイ・ロンツキである。ガザ戦争の折、ロンツキは戦時の合間に兵士や士官たちにトーラーを毎日学習させるための教科書をつくった。批判的な立場の人々からは前述のように「これではイスラム過激派が毎日クルアーンを暗記するほど熱心に学んで、ジハードを遂行していることとなんら違いがない」などの旨の指摘がある。
クネセト（イスラエル国会）は2018年7月、イスラエルをユダヤ人国家と規定する「ユダヤ人国家法」を制定した。これに反発したドゥルーズ派将兵が軍籍や任務の放棄を表明する動きが起きている。